# Кравчишин, Иван
Ива́н Степа́нович Кравчи́шин (6 августа 1964, Снятын) — украинский кинорежиссер, сценарист и продюсер.

## Биография
Родился в городке Снятын, который находится в Ивано-Франковской области.
Первое образование получил в КТНХП, тепер это Косовский институт прикладного и декоративного искусства.
Втрое — в Киевскому Институте Театрального Искусства.
Его художественный фильм «Stop Revolution» участвовал в конкурсных программах международных кинофестивалей в Карловых Варах, Котбусе, Бергене и др. Документальный фильм «В поисках ковчега» получил главный приз «Золотой кедр» на международном кинофестивале в Бейруте.
До этого снял около 70 документальных телевизионных фильмов на социальную тематику, в рамках социального проекта «Закрытая Зона», один из них «ДУСя. Державне управління справами» участвовал в конкурсной программе PRIX EUROPA (БЕРЛИН, 2004).
Награжден ежегодной премией «Телетриумф» 2004 года и признан лучшим режиссером года.

## Фильмография
- 2017 «Троє» художественный фильм. Режиссер-постановщик
- 2014 «Політ золотої мушки», украинская наивная комедия. Режиссер, сценарист, продюсер.
- 2012 «Темний континент Фрейда», документальный фильм, телеканал DISCOVERY. Сценарий.
- 2010 Документальный фильм «В пошуках ковчега» Сценарий, режиссер.
- 2008—2009 Цикл документальных фильмов, телеканал ИНТЕР— «Молода гвардія», «Корольов», «1377», «Чорна піхота». Сценарий, режиссер.
- 2006 Художественный фильм «Прорвемось»(«Stop Revolution»). Сценарий, режиссер, продюсер.
- 2002—2004 «Закрытая Зона». Режиссер.
- 1998—2002 Главный режиссер Национальной телекомпании Украины.
- 1998 Студия 1+1 программа «Бомба» Режиссер.
- 1995—1998 Программа «Післямова» Режиссер.
- 1994—1995 ММЦ «INTERNEWS» Цикл документальных фильмов «Ґердан», «Покинута кав’ярня». Сценарий, режиссер.